# Orizzonte pedologico

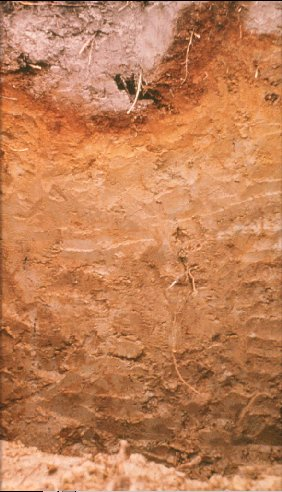
Orizzonti di suolo podzolico.

Un orizzonte pedologico è uno strato ben identificabile di suolo, distinguibile dagli altri sopra e sottostanti. Quando la pedogenesi prevale sulla morfogenesi, formando un suolo detto maturo, i movimenti verticali di acqua, minerali e sostanza organica, possono creare locali accumuli o impoverimenti per lisciviazione di alcuni di questi componenti, che caratterizzano gli orizzonti. In questo senso essi si distinguono dagli strati tipici della sedimentologia, costituiti semplicemente da depositi in sequenza.

## Tipi di orizzonti
Gli orizzonti pedologici vengono distinti comunemente utilizzando alcune lettere (maiuscole), riguardo ai differenti tipi principali, e minuscole per definire dei sottorizzonti più specifici:
- O - orizzonti organici di suoli minerali: sviluppati alla sommità dei suoli minerali, sono composti quasi esclusivamente da materia organica in via di decomposizione (foglie e radici morte, escrementi, ecc...), o ancora non decomposta; è costituito in pratica dalla lettiera, ed è perciò maggiormente presente in suoli di foresta. Può suddividersi in orizzonti L, F, H a seconda del crescente grado di decomposizione della sostanza organica contenuta. Si distingue in:
  - O1 La forma del materiale organico originario è riconoscibile.
  - O2 L'originaria forma degli animali e delle piante non è riconoscibile ad occhio nudo.
- A - orizzonti minerali evolutisi a partire dalla superficie: è un orizzonte di superficie, composto sia da frazione minerale che organica (humus); quest'ultima è il prodotto della crescita vegetale e della decomposizione di sostanze biologiche ad opera dei microrganismi, dei vermi e degli altri piccoli animali del suolo. Questo orizzonte viene intensamente alterato e rimescolato da radici e pedofauna. Sono suddivisi in:
  - A1 Evoluti in superficie o vicino ad essa tramite un evidente accumulo di sostanza organica umificata associata alla frazione minerale.
  - A2 L'aspetto appariscente è la perdita di argilla, ferro o alluminio con concentrazione di quarzo o altri minerali resistenti con dimensioni delle sabbie o dei limi.
- E - orizzonti che hanno subito eluviazione: È un orizzonte caratterizzato da perdita di minerali per traslocazione verso il basso; è perciò spesso caratterizzato da colori chiari. Dato che i minerali traslocati si accumulano in un particolare tipo di orizzonte, il B (vedi sotto), questi due orizzonti viaggiano sempre insieme.
- B - orizzonti minerali, differenziati ad opera di diversi processi pedogenetici: Possono verificarsi semplici fenomeni di alterazione oppure si può avere illuviazione, in cui l'orizzonte è destinatario di materia traslocata dall'alto. Argilla, minerali di ferro, carbonati, humus si accumulano, rendendo questo orizzonte più definito e colorato degli altri. Si differenziano per colore, struttura, accumulo residuale di argilla silicatica in:
  - B1 È di transizione tra gli orizzonti A e B.
  - B2 Esprime la proprietà dell'orizzonte B.
  - B3 È di transizione tra gli orizzonti B e C.
- C - orizzonti minerali debolmente alterati. È un orizzonte relativamente poco interessato da processi pedologici; in particolare mancano i segni dell'alterazione biologica ad opera di organismi e, di conseguenza, è quasi totalmente minerale.
- R - rocce litoidi: non è propriamente un orizzonte pedologico, dato che è costituito dalla roccia madre situata alla base del suolo.

Esistono anche orizzonti che manifestano simultaneamente caratteristiche di due, chiamati orizzonti di transizione e indicati con le due lettere (es. si indica con AB un orizzonte dominato da proprietà tipiche degli A, ma con presenza anche di proprietà B, separati da linee diagonali o curve).

## Suffissi/sottorizzonti
I suffissi sono indicati per meglio definire le caratteristiche di un singolo orizzonte; si scrivono con lettere minuscole, a fianco della lettera maiuscola che segnala il tipo principale di orizzonte.

Segue un elenco di suffissi:
- a: da sapric, presenza di sostanza organica ben decomposta;
- b: da buried, sepolto; indica un orizzonte di superficie la cui normale evoluzione è stata successivamente interrotta da un seppellimento;
- c: indica presenza di concrezioni o noduli di titanio, alluminio, ferro, manganese;
- d: da densità, indica uno strato con densità elevata che rappresenta un ostacolo per la radicazione;
- e: da hemic, presenza di sostanza organica parzialmente decomposta;
- f: da frozen, orizzonte gelato in permanenza (permafrost);
- ff: orizzonte gelato, ma che non contiene tanto ghiaccio da essere da questo cementato;
- g: da gley, parola russa che significa massa di terra fangosa; presenza screziature che indicano alternanza di condizioni ossidanti e riducenti;
- h: da humus, accumulo di humus illuviale;
- i: da fibric, sostanza organica fresca;
- j: da jarosite, un minerale di ferro e potassio;
- k: da kalzium, calcio, (ted.), indica accumuli di carbonato di calcio;
- m: orizzonte cementato; si adopera solo in combinazione con l'elemento che compone il cemento;
- n: da natrium, segnala accumulo di sodio;
- p: da plow, aratro, indica un suolo che ha subito lunghe alterazioni per attività agricola;
- q: da quarzo, indica accumulo di silice;
- r: indica un orizzonte tenero;
- s: da sesquiossidi, nome obsoleto per indicare degli ossidi di ferro, presenti nell'orizzonte a seguito di illuviazione;
- ss: da slickensides, facce di scivolamento, dovute alla presenza di argille a reticolo espandibile;
- t: da ton, argilla (ted.), indica accumuli di argilla di origine illuviale;
- v: segnala la presenza di una plintite;
- w: da weathering, alterazione in situ, rilevabile da particolari strutture, colori, tipologia di argille;
- x: indica la presenza di uno strato di terreno più denso del normale ma friabile, denominato fragipan;
- y: da gypsum, gesso (lat.), descrive un orizzonte con accumulo illuviale di gesso;
- z: indica accumulo di sali con solubilità in acqua maggiore del gesso.

Secondo alcuni autori si possono usare alcuni suffissi aggiuntivi, in caso di situazioni molto specifiche, come ma (orizzonte con accumulo di marna), co (presenza di materiali fecali di animali marini), di (orizzonte con presenza di materiali silicei di origine marina).

## Orizzonte diagnostico
Si definisce orizzonte diagnostico un orizzonte pedologico utilizzato per distinguere e classificare i differenti tipi di suolo. Il concetto di orizzonte diagnostico è basilare, quindi, in tutte le tassonomie pedologiche sviluppate nel mondo.